# Пітру Пакша
Пітру Пакша (санскр. पितृ पक्ष, букв.  «два тижні батьківських предків»», IAST: Pitṛ pakṣa), також пишеться як Пітрі Пакша, — се період в індуїстському календарі, що складається з 16-ти місячних діб (тітхі), коли індуси віддають шану своїм предкам (Pitrs), особливо через пропозиції їжі. Період також відомий як Пітрі Пакша/Пітр-Пакша, Пітрі Поккхо, Сорах Шраддга («шістнадцять шраддх»), Канагат, Джітія, Махалайя, Апара Пакша та акхадпак.
Пітру Пакша вважається індуїстами несприятливим, враховуючи обряд смерті, який виконується під час церемонії, відомий як Шраддга або Тарпана. У південній і західній Індії він припадає на другу пакшу (два тижні) індуїстського місячного місяця Бгадрапада (вересень) і слідує за два тижні відразу після Ґанеш Утсав. Він починається в Пратипаду (перший день двох тижнів) і закінчується безмісячним днем, відомим як Сарвапітрі Амавасья, Пітрі Амавасья, Педдала Амавасья або Махалая Амавасья (просто Махалая). Більшість років осіннє рівнодення припадає на цей період, тобто сонце змінюється. від північної до південної півкулі в цей період. У Північній Індії та Непалі, а також у культурах, які дотримуються календаря пурніманти або сонячного календаря, цей період може відповідати спадаючим двом тижням місячно-сонячного місяця Ашвіна замість Бгадрапади.

## Інтернет-ресурси
- Ahargana — The Astronomy of the Hindu Calendar: Maana, Krishna Pksha, Shukla Paksha and Chandra Masa Explains Krishna paksha and Shukla paksha by means of astronomical simulations created using Stellarium.